# Кейни-Форк
Кейни-Форк (Кани-Форк; англ. Caney Fork, Cany Fork) — река в США в бассейне реки Миссисипи.
Исток реки находится на плато Камберленд в 6 км от города Кросвилл. Образуется в результате слияния рек Коллинз и Роки. Течет в северо-западном направлении и впадает в реку Камберленд около города Карфаген на высоте 136 м над уровнем моря. Длина реки 233 км. Площадь водосборного бассейна 4590 км²
Река перегорожена плотинами Грейт-Фолс и Сентер-Хилл. Плотина Грейт-Фолс построена в 1925 году, расположена на вершине одноимённого водопада и образует водохранилище площадью 920 га. Плотина Сентер-Хилл построена в 1948 году, по другим данным в 1951 году. Используется для выработки электроэнергии в периоды повышенного спроса и для защиты от наводнений. Высота плотины 76 м. Водохранилище Сентер-Хилл, образованное этой плотиной, доходит до водопада Грейт-Фолс и его площадь составляет 9330 га. Около слияния рек Коллинз и Роки расположен парк штата Рок-Айленд.